# جان أليسون
جان أليسون (بالإنجليزية: Jean Allison)‏ هي ممثلة أمريكية، ولدت في 24 أكتوبر 1929 في نيويورك في الولايات المتحدة.

## وصلات خارجية
- جان أليسون على موقع IMDb (الإنجليزية)
- جان أليسون على موقع أول موفي (الإنجليزية)
- جان أليسون على موقع قاعدة بيانات الفيلم (الإنجليزية)